# 디 이코노미스트
이코노미스트(The Economist)는 영국에서 발행되는 국제 정치 경제 문화 주간지이다. 상징색은 빨간색이다.
182년의 오랜 역사를 가지고 있으며 정치적으론 진보, 경제적으로는 자유, 보수를 표방한다.
전 세계적으로 유럽, 북미, 아시아판이 있으며 격조 높은 논조와 문체로 유명하다. 논조는 다소 보수적인 편이지만 정계와 독립되어 객관적이며 비중이 큰 잡지로 전 세계의 지식인들에게 주는 영향력은 크다. 다른 시사 주간지에 비해 어려운 단어를 쓰는 경향이 있으며 기사에는 필자의 이름을 기재하지 않고 모든 기사가 일관된 관점을 가지도록 노력한다. 전 세계적으로 지명도가 높다.
발간하는 이코노미스트 그룹은 세계 최대의 경제지의 하나인 영국의 파이낸셜 타임즈를 발행하는 피어슨 그룹 소속이다. 정치 경제 쟁점마다 잡지의 고유의 목소리와 견해를 설득력 있고 조리 있게 풀어나가는 것으로 유명하다.
독자의 평균 연령은 월스트리트저널과 비즈니스위크 45~48세보다 낮은 38세이며 세계 모든 이슈를 글로벌한 시각에서 비판적으로 접근한다.

## 역사
지금도 설립 취지가 첫장에 인쇄되어 발간되고 있다. 

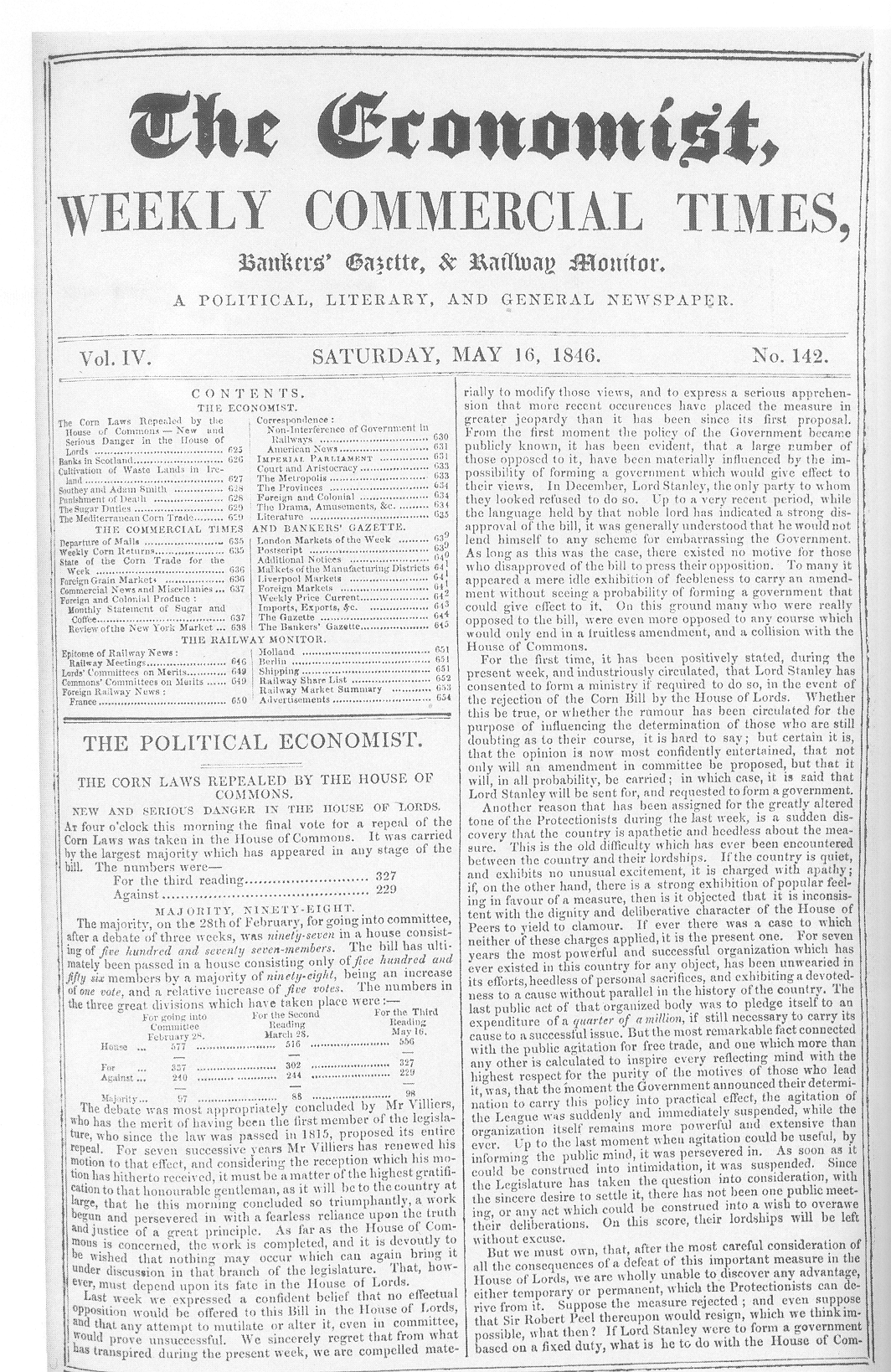
1846년 5월 16일자 이코노미스트

"우리를 전진하게 하는 지혜와 그 전진을 방해하는 변변치 못한 무지 사이의 맹렬한 논쟁"에 참여하기 위해 1843년 9월에 창간되었다.
(First published in September 1843 to take part in "a severe contest between intelligence, which presses forward, and an unworthy, timid ignorance obstructing our progress.")
이코노미스트는 1843년 영국의 사업가이자 은행가인 제임스 윌슨이 수입 관세 제도인 옥수수법 폐지를 추진하기 위해 설립한 단체이다. 1843년 8월 5일자 신문의 안내서에는 편집자들이 발행에 집중하기를 원했던 13개의 보도 영역이 나열되어 있다:
1. 자유무역 원칙이 당대의 모든 중요한 질문에 가장 엄격하게 적용될 것이라는 독창적인 주요 기사
2. 외국 조약과 같이 관심을 끄는 실용적, 상업적, 농업적 또는 외국 주제와 관련된 기사
3. 가격, 임금, 임대료, 교환, 수입 및 세금과 관련된 법률을 다루는 정치 경제의 기본 원칙에 관한 기사
4. 의회 보고서, 특히 상업, 농업 및 자유 무역에 중점을 둔 기사
5. 자유 무역을 옹호하는 대중 운동에 대한 보고서와 설명에 관한 기사
6. 세인트 제임스 법원, 메트로폴리스, 주, 스코틀랜드, 아일랜드의 일반 뉴스 기사
7. 재정 규제의 변화, 시장의 현황과 전망, 수출입, 외국 뉴스, 제조업 지구의 현황, 중요한 새로운 기계 개선 공지, 해운 뉴스, 자금 시장, 철도 및 공기업의 발전과 같은 상업적 주제들에 관한 기사
8. 농업 주제, 예를 들어 지질학과 화학의 적용, 새로운 및 개선된 도구에 대한 공지, 작물의 상태, 시장, 가격, 외국 시장 및 가격을 영국 화폐로 환산한 것, 벨기에, 스위스 및 기타 잘 재배된 국가에서 추진하는 계획 등이 포함된 기사
9. 무역, 농산물, 정치 및 재정 변화를 포함한 식민지 및 외국 주제, 그리고 제한과 보호의 폐해에 대한 폭로, 그리고 자유로운 교류와 무역의 장점을 포함한 기타 사항들에 대한 기사
10. 법률 보고서에서 주로 상업, 제조업, 농업에 중요한 분야에 국한되어 있는 기사
11. 주로 상업, 제조업, 농업에 국한된 책들로, 정치 경제, 금융 또는 세금에 관한 모든 논문을 포함하여 기재하는 기사
12. 가격과 금주의 통계가 포함된 상업용 관보
13. 신문 독자들의 서신 및 문의

윌슨은 이를 "앞으로 나아가는 지능과 우리의 발전을 방해하는 가치 없고 소심한 무지 사이의 심각한 경쟁"에 참여하는 것으로 묘사했으며, 이 문구는 여전히 출판물의 사명으로 각인되어 있다(미국: 마스트헤드). 오랫동안 "가장 유능하고 미묘한 서구의 공공 문제에 관한 정기 간행물 중 하나"로 존경받아 왔다. 마르크스가 사회주의 이론을 정립할 때 인용한 이유는 이 출판물이 부르주아지의 이익을 상징한다고 생각했기 때문이다. 그는 "금융 귀족의 유럽 기관인 런던 이코노미스트가 이 계층의 태도를 가장 두드러지게 묘사했다"고 썼다.1915년, 혁명가 블라디미르 레닌은 이코노미스트를 "영국 백만장자들을 대변하는 저널"이라고 불렀다. 또한 레닌은 이코노미스트가 혁명에 대한 두려움 때문에 "부르주아-평화주의" 입장을 취하고 평화를 지지한다고 말했다.
19세기 중반의 통화 분쟁에서 저널은 통화 학교에 반대하는 은행 학교 편에 섰다. 이 저널은 오버스톤 경이 장려한 통화 학교 정책에 따라 영란은행이 발행할 수 있는 은행권의 양을 제한하는 1844년 은행 헌장법을 비판했으며, 이는 결국 통화주의로 발전했다. 1857년 영국에서 발생한 금융 위기는 '모든 상업 위기와 그 재앙적인 결과를 "과도한 은행권 발행"으로 언급한 '특정 유형의 교리'들에게 책임을 돌렸다. 금융 위기의 원인을 금리 변동과 과잉 금융 자본의 축적으로 인해 현명하지 못한 투자가 발생한 것으로 파악했다.

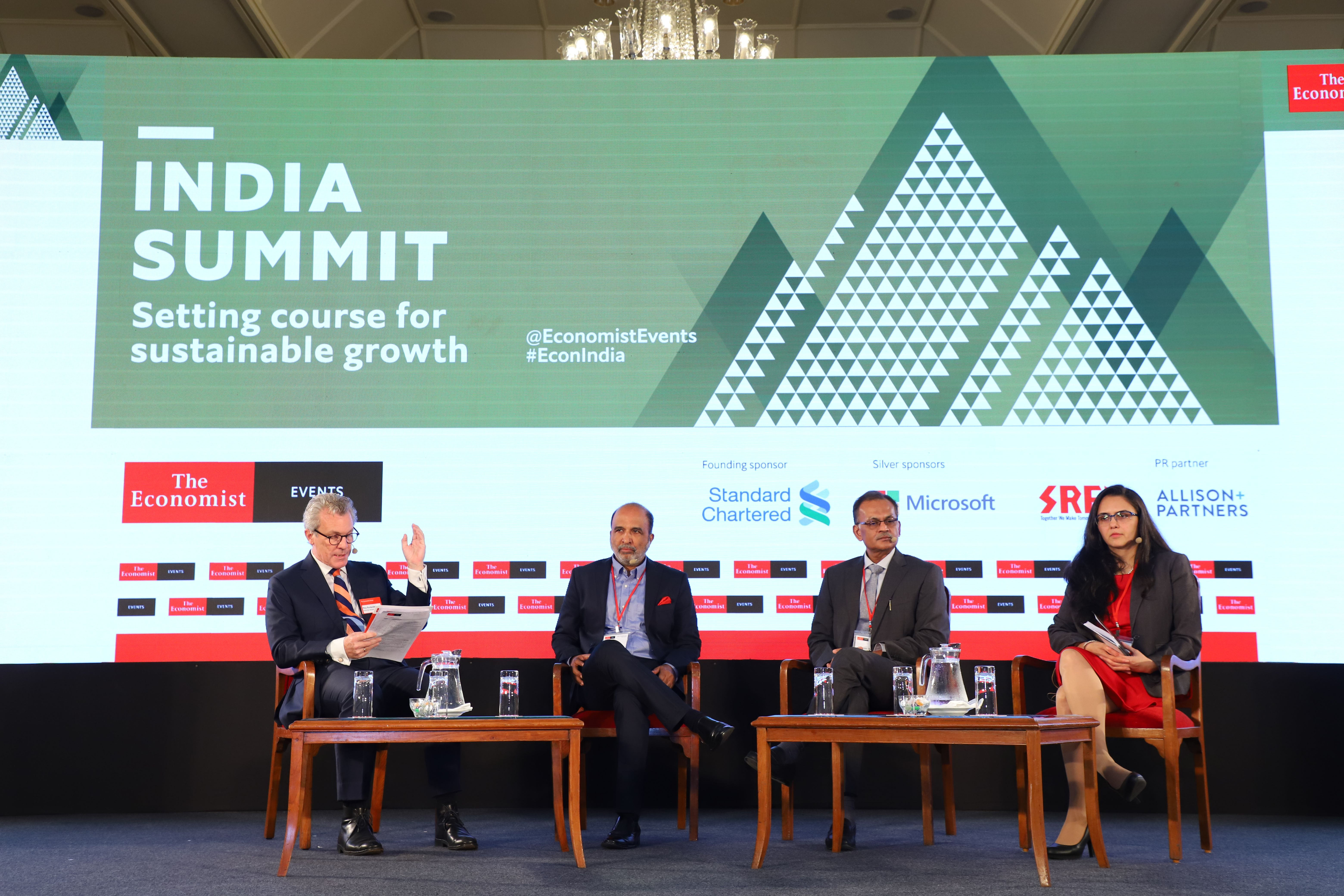
이코노미스트 2019 인도 서밋의 기자 및 공공 정책 리더 패널

1920년에 이 신문의 발행 부수는 6,170부로 증가했다. 1934년에는 첫 번째 대대적인 재설계를 거쳤다. 현재의 소방차 빨간색 명판은 1959년 레이놀즈 스톤에 의해 만들어졌다. 1971년, 이코노미스트는 대형 브로드시트 형식을 작은 잡지 스타일의 완벽한 바인딩 형식으로 변경했다. 1981년에 이 출판물은 1843년부터 영국판을 발행한 후 북미판을 도입했다. 2010년까지 발행 부수가 10배 이상 증가했다.2012년 1월, 이코노미스트는 1942년 미국에 새로운 국가 섹션이 도입된 이후 처음으로 중국 전용 주간 섹션을 개설했다.
1991년 제임스 팰로우즈는 워싱턴 포스트에서 이코노미스트가 뉴스 기사를 강조하는 것과 모순되는 편집 라인을 사용했다고 주장했다. 1999년 앤드류 설리번은 뉴 리퍼블릭에서 "마케팅 천재성"을 사용한다고 불평했다. 원래 보고의 결함을 보완하여 "일종의 독자 요약"을 만든다. 이는 미국 기업 엘리트들을 위해 시행된다. 가디언은 "작가들은 민영화, 규제 완화, 자유화라는 신뢰할 수 있는 세 가지 카드 트릭으로 해결할 수 없는 정치적 또는 경제적 문제를 거의 보지 못한다"고 썼다.
2005년 시카고 트리뷴은 국제 보도 분야에서 "무작위 재난 시기에만 먼 땅을 취재하려는" 움직임이 없고 보도와 보수적인 편집 정책 사이에 벽을 두었다는 점을 지적하며 최고의 영문 논문으로 선정했다. 2008년, 뉴스위크의 전 편집자이자 자칭 '팬'이었던 존 미참은 이코노미스트가 원래 보도보다 분석에 집중하는 것을 비판했다. 2012년, 이코노미스트는 방글라데시 대법원의 모하메드 니자물 후크 판사의 컴퓨터를 해킹한 혐의로 기소되어 국제범죄재판소 위원장직에서 사임했다.2015년 8월, 피어슨은 신문사의 지분 50%를 이탈리아 아넬리 가문의 투자 회사인 엑소르에 4억 6,900만 파운드(미화 5억 3,100만 달러)에 매각했고, 신문사는 나머지 지분을 1억 8,200만 파운드(2억 6,000만 달러)에 다시 인수했다.

### 화석 연료 광고
인터셉트, 더 네이션, 디스모그의 조사에 따르면 이코노미스트는 화석 연료 산업에 대한 광고를 게재하는 선도적인 미디어 매체 중 하나이다. 이코노미스트의 기후 변화를 취재하는 기자들은 기후 변화를 일으키고 행동을 방해한 기업 및 산업과의 이해 충돌로 인해 독자들이 기후 위기에 대한 보도의 신뢰도가 떨어지고 기후 위기를 경시하게 될 것이라고 우려하고 있다.

## 조직

### 주주

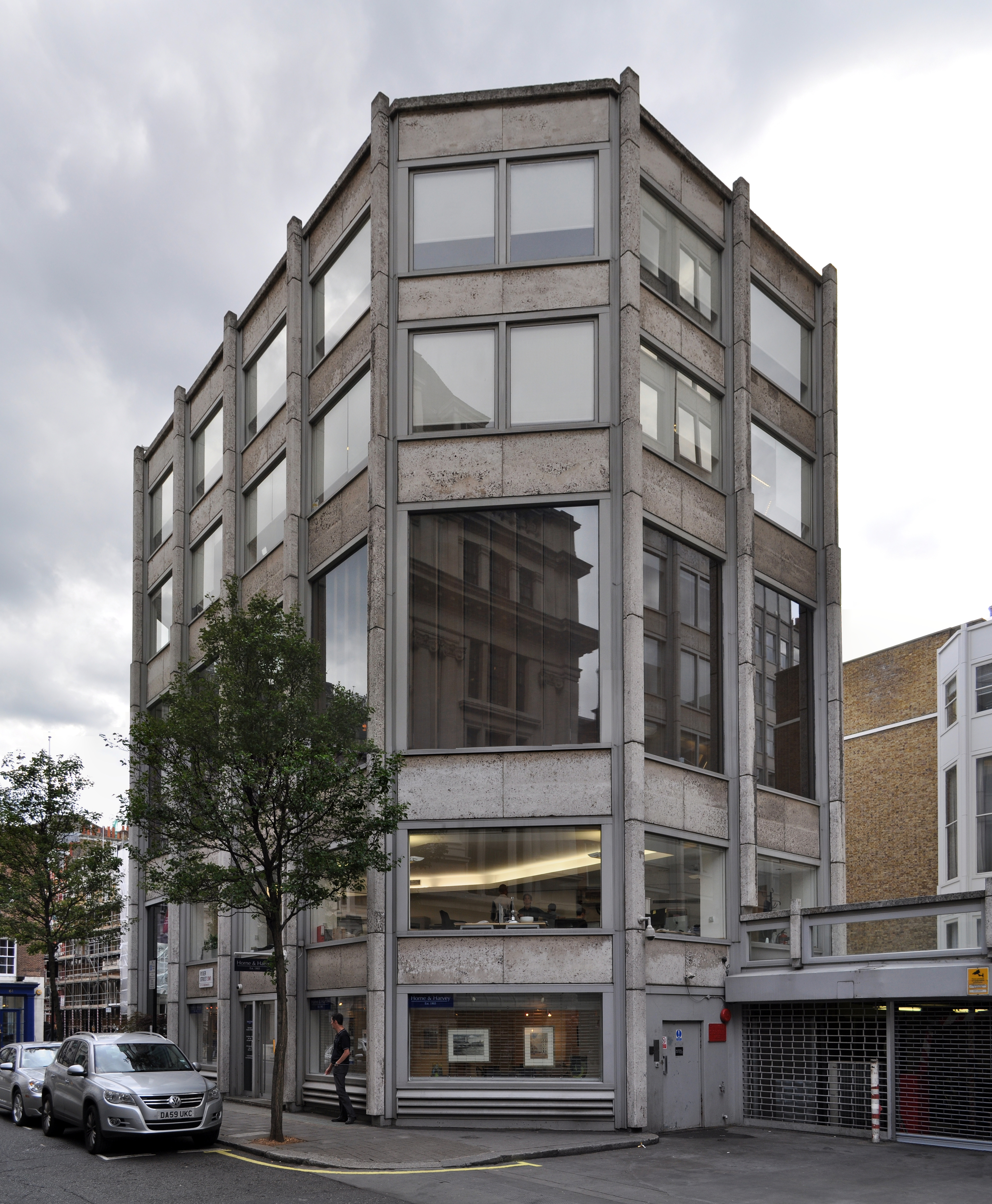
웨스트민스터 시의 스미소니언 플라자는 이전에 이코노미스트 빌딩으로 알려졌다. 또한 2017년까지 세인트 제임스 스트리트에 있는 신문사의 본사로 사용되었다.

피어슨 plc는 2015년 8월까지 파이낸셜 타임즈 리미티드를 통해 50%의 지분을 보유하고 있었다. 당시 피어슨은 이코노미스트의 지분을 매각했다. 아넬리 가문의 엑소르는 2억 8,700만 파운드를 지불하여 지분을 4.7%에서 43.4%로 늘렸고, 이코노미스트는 1억 8,200만 파운드를 지불하여 현재 주주들에게 분배될 504만 주의 잔액을 확보했다. 아넬리 가문 외에도 캐드버리, 로스차일드(21%), 슈뢰더, 레이튼 및 기타 가족 이해관계자뿐만 아니라 여러 직원 및 전직 직원 주주도 회사의 소액 주주로 참여하고 있다. 이사회는 공식적으로 편집자를 임명하며, 편집자는 허가 없이 삭제할 수 없다. 이코노미스트 신문 유한회사는 이코노미스트 그룹의 전액 출자 자회사이다. 에블린 로버트 드 로스차일드 경은 1972년부터 1989년까지 이 회사의 회장을 역임했다.
이코노미스트는 전 세계적으로 중요한 역할과 범위를 가지고 있지만, 75명의 직원 기자 중 약 3분의 2가 런던 웨스트민스터 자치구에 거주하고 있다. 그러나 전체 구독자의 절반이 미국에서 발생하기 때문에 이코노미스트는 뉴욕, 로스앤젤레스, 시카고, 워싱턴 D.C.에 핵심 편집 사무소와 상당한 규모의 사업을 운영하고 있다.

### 편집자

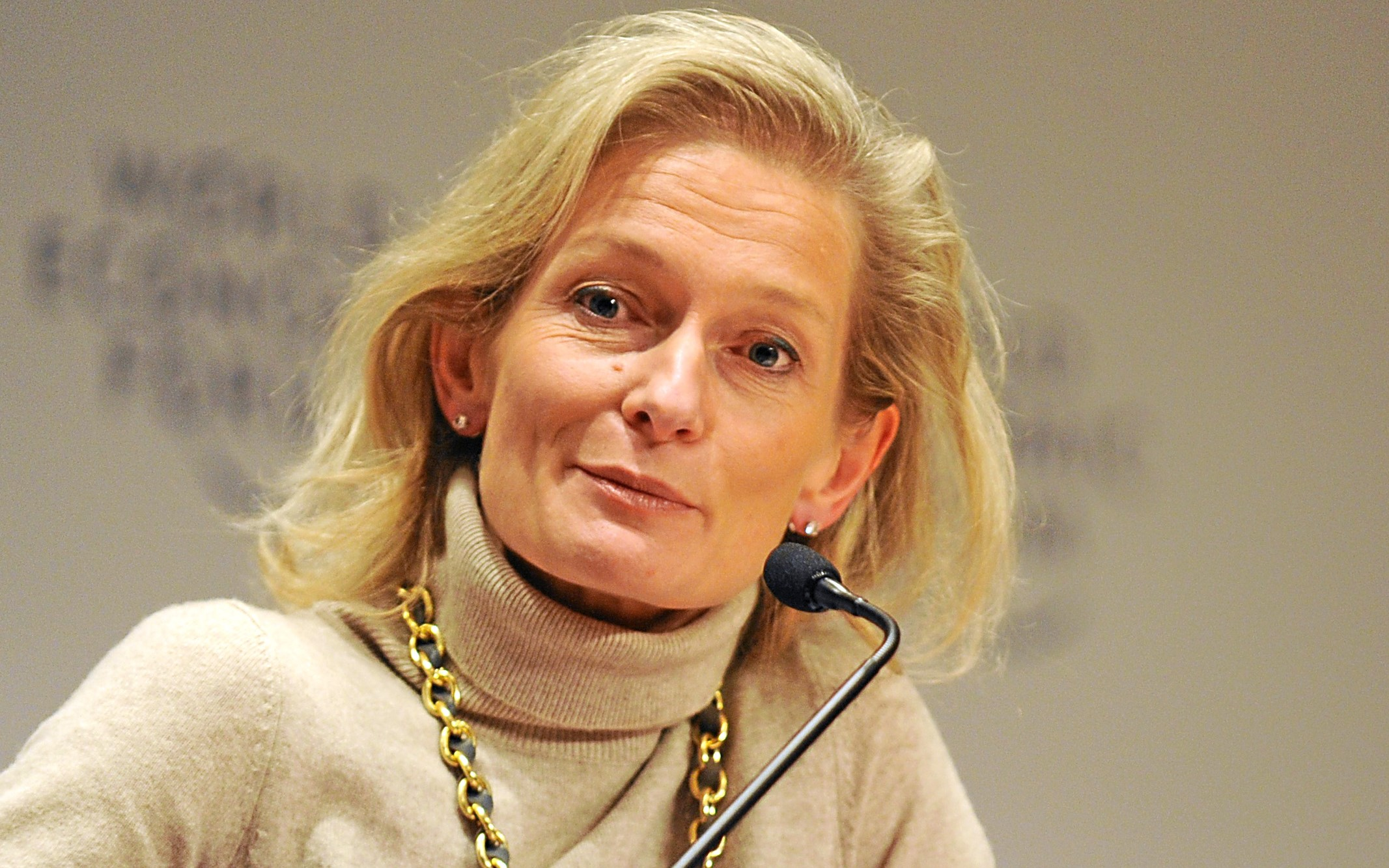
재니 민튼 베도스는 2015년에 편집자로 임명되었고, 1994년에 신흥 시장 특파원으로 처음 합류했다.

이코노미스트의 편집장은 일반적으로 "편집자"로 알려져 있으며, 신문의 편집 정책을 수립하고 기업 운영을 감독하는 역할을 맡고 있다. 1843년 창간 이래로 편집장은 다음과 같다:
1. 제임스 윌슨: 1843–1857
2. 리처드 홀트 허튼: 1857–1861[주 1]
3. 월터 배젓: 1861–1877[주 2]
4. 대니얼 코너 래스베리: 1877–1881[주 3] (공동)
5. 로버트 해리 잉글리스 팔그레이브: 1877–1883 (공동)
6. 에드워드 존스턴: 1883–1907[38]
7. 프랜시스 리그리 허스트: 1907–1916
8. 하틀리 위더스: 1916–1921
9. 월터 레이턴 경: 1922–1938
10. 제프리 크로우더: 1938–1956
11. 도널드 타이얼맨: 1956–1965
12. 앨러스터 버넷 경: 1965–1974
13. 앤드루 나이트: 1974–1986
14. 루퍼트 페넌트-리아: 1986–1993
15. 빌 에모트: 1993–2006
16. 존 미클스웨이트: 2006–2014[39]
17. 재니 민튼 베도스: 2015–현재[40]

## 음성
비록 많은 개별 칼럼이 있지만, 전통과 현재의 관행에 따라 신문은 페이지 전반에 걸쳐 작가들의 익명성을 바탕으로 일관된 목소리를 보장한다. 마치 대부분의 글이 한 명의 저자가 쓴 것처럼, 건조하고 절제된 재치와 정확한 언어 사용을 보여주는 것처럼 느껴질 수 있다. 이코노미스트의 경제학적 접근 방식은 고전 경제학의 기본 개념에 대한 작업 친숙도를 전제로 한다. 예를 들어, 보이지 않는 손, 거시경제학, 수요 곡선과 같은 용어를 설명하지 않으며 비교 우위 이론을 설명하는 데 6~7단어만 필요할 수도 있다. 경제학과 관련된 기사는 독자의 공식적인 교육을 전제로 하지 않으며, 교육받은 일반인이 접근할 수 있도록 하는 것을 목표로 한다. 일반적으로 짧은 프랑스어와 독일어 인용문이나 구절을 번역하지 않고 잘 알려진 단체의 비즈니스나 성격을 설명하며, 예를 들어 "골드만 삭스, 투자 은행"이라고 쓴다. 이코노미스트는 말장난, 암시, 은유 등 단어 놀이뿐만 아니라 특히 헤드라인과 캡션에서 반복과 동조를 광범위하게 사용하는 것으로 유명하다. 이로 인해 영어를 모국어로 사용하지 않는 사람들은 이해하기 어려울 수 있다.
잡지로 널리 알려진 이코노미스트는 전통적으로나 역사적으로 스스로를 "신문"이라고 부르는 것을 고집해 왔다. 1971년에 브로드시트 형식에서 완벽한 구속력을 가진 형식으로 전환되었음에도 불구하고, "뉴스 매거진"보다는 오히려 "이 신문"이라고 부르는 습관이 남아있었다. 이코노미스트는 웹사이트에서 다음과 같이 설명한다: "신문 형식에서 잡지 형식으로의 전환이 완료되었을 때, 우리 자신을 "이 신문"이라고 부르는 습관이 남아 있었다."
이코노미스트는 대부분이 신문에서 완벽한 구속력이 있는 형식으로 바뀌고 전문적인 주제가 아닌 시사에 일반적인 초점을 맞춘다는 점 때문에 전통적이고 역사적으로 자신을 "뉴스 매거진"이 아닌 "신문"으로 지칭하는 것을 고집해 왔다. 영국과 미국에서는 법적으로 신문으로 분류된다.

### 편집 익명성
이코노미스트의 기사는 종종 명확한 편집 입장을 취하며 거의 실시간 보도를 하지 않는다. 해당 호에는 편집자의 이름조차 인쇄되어 있지 않는다. 오랜 전통에 따르면, 편집자의 임기 중 유일하게 서명된 기사는 그 직책에서 물러날 경우에 작성된다. 특정 상황에서 기사의 저자는 특정 인물이 의견을 작성하도록 초대받았을 때, 이코노미스트 기자들이 특별 보고서(이전에는 설문조사로 알려짐)를 작성할 때, 리뷰 특별판의 연도, 그리고 서평에 대한 잠재적인 이해 충돌을 강조하기 위해 이름이 붙여진다. 이코노미스트 편집자와 특파원의 이름은 웹사이트의 미디어 디렉토리 페이지에서 확인할 수 있다. 온라인 블로그 글에는 작가의 이니셜이 서명되어 있으며, 인쇄된 기사의 저자는 개인 웹사이트에서 자신의 저작물을 기록할 수 있다. 이코노미스트의 익명의 한 작가는 이렇게 말했다: "이 접근 방식에는 결함이 없는 것이 아니라(예를 들어 'J.P.'라는 이니셜을 가진 직원 4명이 있다), 우리가 보기에 완전한 익명성과 완전한 바이라인 사이의 최선의 타협이다." 한 학술 연구에 따르면 주간지의 익명성은 이코노미스트의 세 가지 영역을 강화하는 데 기여했다. 이는 집단적이고 일관된 목소리, 인재 및 뉴스룸 관리, 브랜드 강점으로 볼 수 있다.
편집자들은 이것이 필요하다고 말한다. 왜냐하면 "개인 기자들의 정체성보다 집단적인 목소리와 성격이 더 중요하기 때문이다." 그리고 "협력적인 노력"을 반영한다. 대부분의 기사에서 저자들은 자신을 "당신의 특파원" 또는 "이 리뷰어"라고 부른다. 제목이 붙은 의견 칼럼의 작성자들은 자신을 제목으로 부르는 경향이 있다(따라서 "렉싱턴" 칼럼의 한 문장은 "렉싱턴이 정보를 받았다..."라고 읽을 수 있다). 미국 작가이자 오랜 독자인 마이클 루이스는 1991년에 이 논문의 편집 익명성을 비판하며, 이를 기사 작성의 젊음과 경험을 숨기기 위한 수단이라고 명명했다. 개별 기사는 익명으로 작성되지만, 작가의 경력과 학문적 자격에 대한 요약도 제공하는 이코노미스트 웹사이트에 등재되어 있기 때문에 작가가 누구인지에 대한 비밀은 없다. 2009년, 루이스는 2008년 금융 위기에 관한 그의 앤솔로지인 패닉: 현대 금융 광기의 이야기에 여러 이코노미스트 기사를 포함시켰다.
존 랄스턴 사울은 이코노미스트를 "의견보다는 무관심한 진실을 퍼뜨리는 착각을 일으키기 위해 기사를 쓰는 기자들의 이름을 숨기는 신문"이라고 설명다. 종교개혁 이전 가톨릭을 연상시키는 이 판매 기법은 필연성과 정확성을 가장한 엉뚱한 추측과 가상의 사실에 가장 많이 부여된 사회과학의 이름을 딴 출판물에서 놀라운 일이 아니다. 기업 경영진의 성경이라는 것은 경영 문명의 일상적인 빵이 얼마나 많은 지혜를 받았는지를 나타낸다."

## 특징

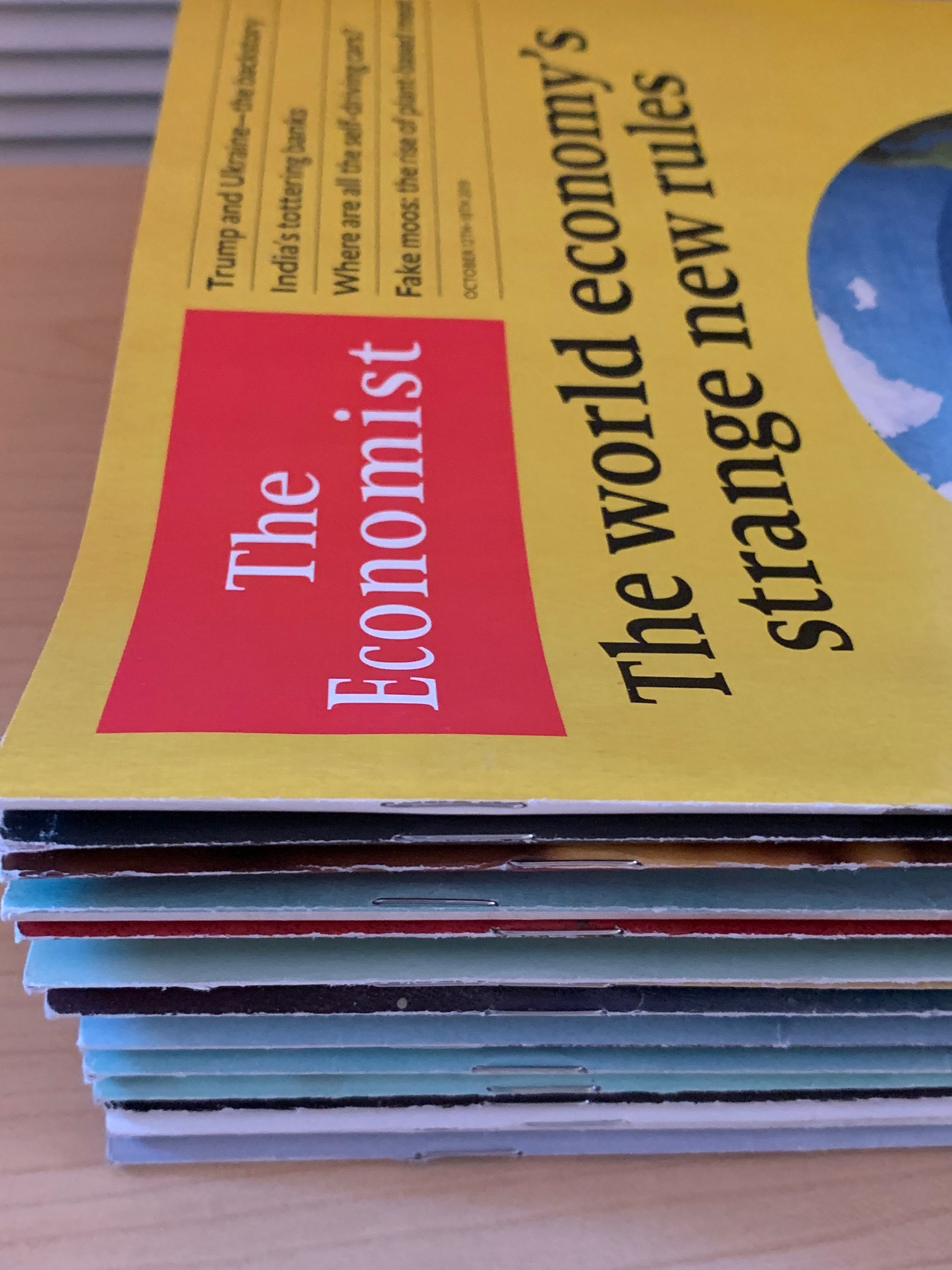
발행일 기준으로 정렬된 이코노미스트 논문 스택, 2020년

이코노미스트의 주요 초점은 세계 사건, 정치, 비즈니스이지만 과학과 기술, 책과 예술에 관한 정기 섹션도 운영한다. 약 2주마다 특정 주제에 대한 심층 특별 보고서(이전에는 설문조사라고 불림)가 발행된다. 다섯 가지 주요 카테고리는 국가 및 지역, 비즈니스, 금융 및 경제, 과학 및 기술이다. 신문은 목요일 오후 6시부터 7시까지(GMT)에 발행되며, 다음 날 많은 국가의 뉴스 에이전트에서 볼 수 있다. 전 세계 7개 사이트에서 인쇄된다.
2007년 7월 이후, 런던 시간 9일 오후 9시에 이용할 수 있다. The Economist의 오디오 버전은 제작사 Talking Issues에서 제작한다. 이 회사는 신문의 전문을 MP3 형식으로 녹음하며, 영국판의 추가 페이지도 포함하고 있다. 주간 130MB 다운로드는 구독자에게는 무료로 제공되며, 비구독자에게는 유료로 이용할 수 있다. 이 잡지의 저자들은 제한된 공간에 최대한의 정보를 포함하려는 타이트한 스타일을 채택하고 있다. The Atlantic의 출판사인 David G. Bradley는 이 공식을 "일관적이고 일관되게, 타이트하고 매력적인 산문으로 표현된 일관된 세계관"이라고 설명했다.

### 편지 (독자로부터의 피드백)
이코노미스트는 이전 주 판에 대한 응답으로 독자들로부터 자주 편지를 받는다. 이 신문에는 고위 사업가, 정치인, 대사, 대변인의 편지가 포함된 것으로 알려져 있지만, 일반 독자들의 편지도 포함되어 있다. 누구나 잘 작성되었거나 재치 있는 답변을 고려하며, 논란이 되는 이슈들은 종종 편지를 쏟아낸다. 예를 들어, 2005년 1월에 발표된 기업의 사회적 책임에 대한 설문조사에서는 옥스팜, 세계식량계획, 유엔 글로벌 콤팩트, BT 그룹 회장, 쉘 전 이사, 영국 이사회 의장 등이 주로 비판적인 편지를 보냈다.
사고의 다양성을 촉진하기 위한 노력의 일환으로, 이코노미스트는 정기적으로 논문의 기사와 입장을 공개적으로 비판하는 편지를 발행한다. 이코노미스트가 2007년 3월 24일자 호에서 국제앰네스티에 대한 비판을 게재한 후, 그 편지 페이지에는 국제앰네스티의 답장과 유엔 인권위원회 위원장의 편지를 포함한 여러 다른 지원 편지들이 게재되었다. 싱가포르 정부와 같은 정권 내 관리들의 반박은 편집 독립성을 해치지 않으면서 현지 답변권 법을 준수하기 위해 정기적으로 인쇄된다.

### 칼럼
이 출판물은 자신의 주제를 반영하는 이름을 가진 여러 의견 칼럼을 게재한다:
- 베이조트 (영국): 19세기 영국 헌법 전문가이자 이코노미스트의 세 번째 편집자인 월터 베이조트의 이름을 따서 명명되었다.[69] 1989년에 처음 출간된 이 책은 2022년부터 애드리안 울리지의 뒤를 이어 던컨 로빈슨이 집필하고 있다.[70]
- 반얀(아시아): 반얀 나무의 이름을 딴 이 칼럼은 2009년 4월에 제정되었으며, 아시아 대륙 전역의 다양한 이슈에 초점을 맞추고 있으며 도미닉 지글러가 집필했다.
- 바틀비(일과 경영): 허먼 멜빌 단편 소설의 주인공 이름을 딴 이 칼럼은 2018년 5월에 창간되었다. 이 칼럼은 필립 코건이 2021년 8월까지 집필했다.
- 버튼우드(금융): 초기 월스트리트 트레이더들이 모여 있던 버튼우드 나무의 이름을 따서 명명되었다. 2006년 9월까지는 온라인 칼럼으로만 제공되었지만 현재는 인쇄판에 포함되어 있다. 2018년부터는 필립 코건의 뒤를 이어 존 오설리반이 집필하고 있다.[71]
- 차구안(중국): 청두의 전통 중국 찻집인 차구안의 이름을 딴 이 칼럼은 2018년 9월에 설립되었다.[72] 그것은 이전에 데이비드 레니에 의해 작성되었지만, 이코노미스트가 베이징에 새로운 상주 칼럼니스트를 영입할 때까지 중단되었다.
- 샤를마뉴 (유럽): 초대 신성 로마 제국 황제 샤를마뉴의 이름을 따서 명명되었다. 이 책은 이코노미스트의 브뤼셀 지국장 스탠리 피날이 썼다.[73] 이전에 제레미 클리프가 쓴 적이 있다.[74] 그리고 이전에는 데이비드 레니(2007–2010)와 안톤 라 과르디아(2010–2014)가 썼다.[75]
- 존슨(언어): 사무엘 존슨의 이름을 딴 이 칼럼은 2016년에 인쇄 출판물로 돌아왔고, 언어를 다룬다. 이 칼럼은 로버트 레인 그린이 썼다.
- 렉싱턴(미국): 미국 독립 전쟁이 시작된 장소인 매사추세츠주 렉싱턴의 이름을 따서 명명되었다. 2010년 6월부터 2012년 5월까지 피터 데이비드가 교통사고로 사망할 때까지 이 글을 썼다.[76]그 칼럼은 현재 제임스 베넷에 의해 작성되었다.[77]
- 슘페터(비즈니스): 경제학자 조셉 슘페터의 이름을 딴 이 칼럼은 2009년 9월에 작성되었으며 패트릭 파울리스가 작성했다.
- 텔레그램(국제): 조지 케넌이 쓴 롱 텔레그램의 이름을 딴 이 칼럼은 지정학에 초점을 맞추고 있다. 데이비드 레니가 작성했으며 2024년 11월에 설립되었다.
- 자유 교환 (경제학): 학술 연구를 기반으로 한 일반 경제학 칼럼으로, 2012년 1월에 이코노믹스 포커스 칼럼을 대체했다.
- 부고 기사 (최근 사망): 2003년부터 앤 브로가 작성해 왔다.[78]

### TQ
이코노미스트는 매 3개월마다 과학과 기술의 최근 동향과 발전에 초점을 맞춘 특별 섹션인 Technology Quarterly 또는 간단히 TQ라는 기술 보고서를 발행한다. 이 기능은 "경제적 문제와 기술"을 연결하는 것으로도 알려져 있다. TQ는 종종 양자 컴퓨팅이나 클라우드 스토리지와 같은 주제를 담고 있으며, 공통 주제를 중심으로 다양한 기사를 작성한다.

### 1843
2007년 9월, 이코노미스트는 '인텔리전트 라이프'라는 제목의 자매 라이프스타일 매거진을 분기별 발행물로 창간했다. 창간 당시 이 잡지는 "예술, 스타일, 음식, 와인, 자동차, 여행 및 기타 태양 아래의 모든 것이 흥미롭다면"이라는 제목으로 발행되었다. 이 잡지는 전 세계의 "고급 경관에 대한 인사이트와 예측"을 분석하는 데 중점을 둔다. 약 10년 후인 2016년 3월, 신문의 모회사인 이코노미스트 그룹은 신문 창간 연도를 기념하여 라이프스타일 매거진을 1843년으로 리브랜딩했다. 이후 매년 6호를 발행하며 "특별한 세계의 이야기"라는 모토를 가지고 있다. 이코노미스트와 달리 저자의 이름은 1843년 기사 옆에 등장한다.
1843년에는 이코노미스트 기자뿐만 아니라 전 세계 작가들의 기고와 각 호에 의뢰된 사진 촬영이 포함되어 있다. 월스트리트 저널의 WSJ와 파이낸셜 타임즈의 FT 매거진의 시장 경쟁자로 여겨지고 있다. 2016년 3월 재출시 이후, 이 책은 이코노미스트의 전 특파원 로지 블라우에 의해 편집되었다.
2020년 5월, 1843년 잡지가 디지털 전용 형식으로 전환될 것이라고 발표되었다.

### 세계 시사 (The World Ahead)
이 논문은 또한 The World Award 프랜차이즈의 일환으로 The World In [Year]와 The World If [Year]라는 제목의 연례 리뷰와 예측 보고서 두 편을 제작한다. 두 가지 특집 기사에서 신문은 한 해를 형성하고 앞으로도 가까운 미래에 영향을 미칠 사회적, 문화적, 경제적, 정치적 사건들에 대한 리뷰를 게재한다. 이 문제는 미국 싱크탱크 브루킹스 연구소에 의해 "이코노미스트의 연례 [150페이지] 예측 연습"으로 묘사되었다. 파키스탄의 장 그룹은 이코노미스트와 협력하여 우르두(Urdu) 언어의 'The World In [Year]'를 배포하고 있다.

### 책

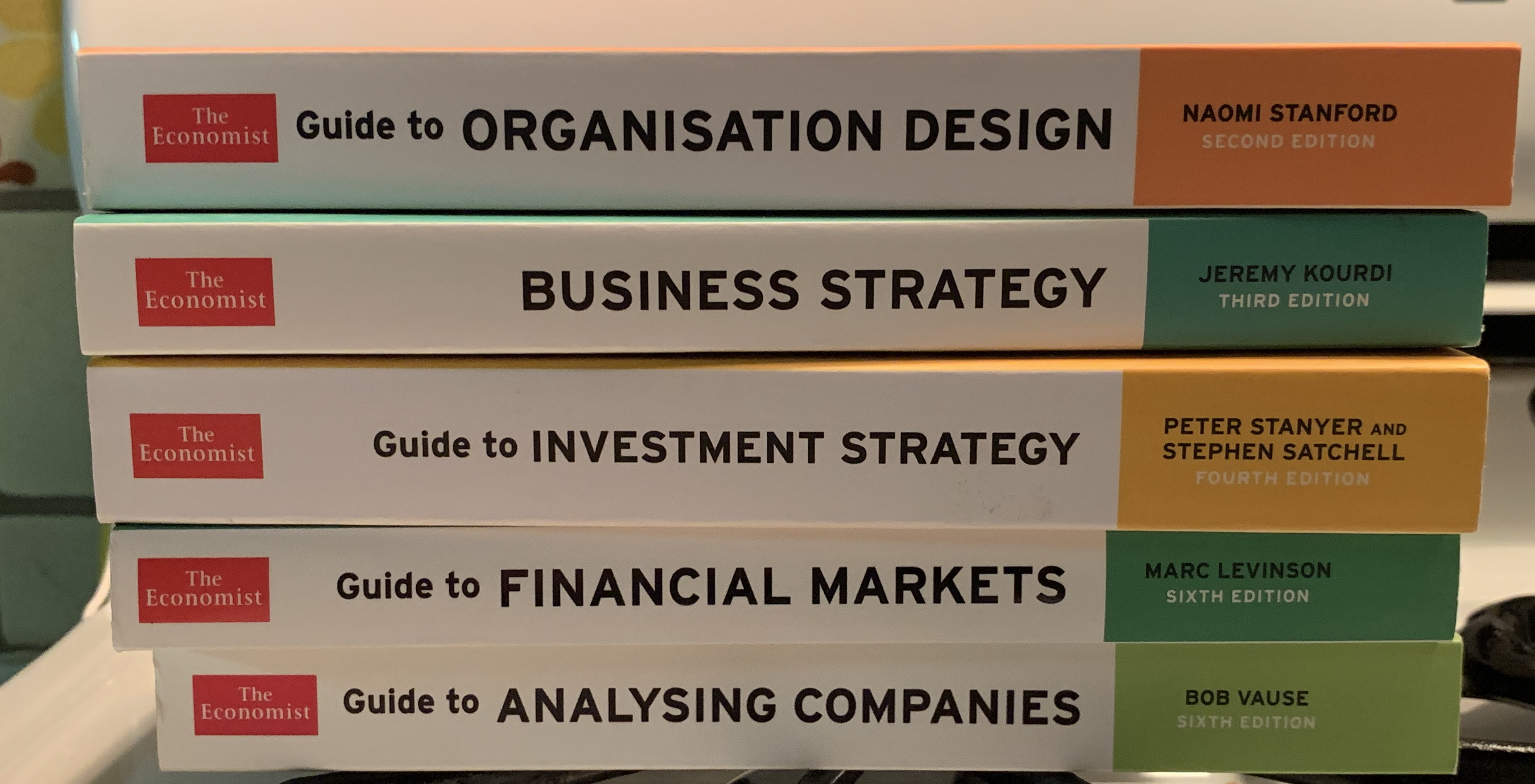
이코노미스트 기술 매뉴얼 시리즈, 2020

The Economist는 주요 신문, 라이프스타일 잡지, 특집 기사를 발행하는 것 외에도 신문과 겹치는 주제의 책을 제작한다. 주간지는 또한 설명 저널리즘의 일환으로 일련의 기술 매뉴얼(또는 가이드)을 발행한다. 이 책들 중 일부는 논문이 작성하는 기사와 칼럼의 모음집 역할을 한다.종종 신문 칼럼니스트들은 자신들의 전문 분야에 대한 기술 매뉴얼을 작성한다. 예를 들어, 금융 특파원 필립 코건은 헤지펀드에 대한 이코노미스트 가이드(2011)를 저술했다.
이 논문은 모든 호에 걸쳐 서평을 게재하며, 연말(휴일) 호에는 "이코노미스트 올해의 책"이라는 제목으로 대규모 집단 리뷰를 게재한다. 또한, 이 논문은 산업 전반에 걸친 글쓰기 스타일 템플릿을 따르지 않고 자체적인 자체 스타일북을 가지고 있다. 모든 이코노미스트 글과 출판물은 다양한 판본으로 '이코노미스트 스타일 가이드'를 따르다.

### 글쓰기 대회
이코노미스트는 독자들을 위해 연중 다양한 글쓰기 대회와 상을 후원한다. 1999년, 이코노미스트는 2050년에 글로벌 미래주의 글쓰기 대회인 The World를 개최했다. 로열 더치/쉘이 공동 후원한 이 대회에는 미화 2만 달러의 상금과 이코노미스트의 연례 대표 간행물인 The World In에 게재되었다. 전 세계에서 3,000개 이상의 출품작이 이 목적을 위해 설치된 웹사이트와 전 세계 여러 로열 더치 쉘 사무소를 통해 제출되었다. 심사위원단에는 빌 에못, 에스더 다이슨, 마크 무디-스튜어트 경, 매트 리들리가 포함되었다.
2019년 여름, 그들은 기후 변화에 관한 첫 청소년 에세이를 시작으로 열린 미래 글쓰기를 시작했다. 이 대회는 인공지능 컴퓨터 쓰기 프로그램을 인공지능 컴퓨터 쓰기 프로그램을 승인했다.

### 팟캐스트
2006년부터 이코노미스트는 여러 팟캐스트 시리즈를 제작했다. 현재 제작 중인 팟캐스트는 다음과 같다.
- 인텔리전스(일반 뉴스)
- 에디터스 픽(게시된 기사의 오디오 녹음)
- 드럼 타워 (중국)
- 배비지(기술)
- 머니 토크(금융 및 비즈니스)
- 견제와 균형 (미국 정치)
- 주말 인텔리전스(단일 주제에 대한 장기 보고서)

또한 더 이코노미스트는 더 프린스(시진핑), 넥스트 이어 인 모스크바(2022년 우크라이나 침공 이후 러시아 이민자와 반체제 인사들에 관한 이야기), 보스 클래스(경영학), 사기의 성장과 영향을 다룬 8부작 시리즈인 스캠(Scam Inc) 등 여러 한정판 팟캐스트 시리즈를 제작했다.
2023년 9월, 경제학자는 팟캐스트 제품인 팟캐스트 제품에 대한 지급 서비스를 발표했다.

### 에스프레소 뉴스 앱
2014년 이코노미스트는 숏폼 뉴스 앱인 에스프레소를 출시했다. 이 제품은 편집자로부터 매일 브리핑을 제공하며, 일요일을 제외한 요일마다 게시된다. 이 앱은 유료 구독자와 별도의 구독자에게 제공된다.

## 구조
다음과 같은 섹션을 가지고 있다.
- 사설 (Leaders)
- 금주의 정치 (Politics This Week)
- 금주의 비즈니스 (Business This Week)
- 세계 (World)
- 특별리포트 (Special Reports)
- 비즈니스 (Business)
- 경제와 금융 (Finance & Economics)
- 과학기술 (Science & Technology)
- 책 예술 (Books & Arts)
- 시장 통계 (Markets & Data)

## 현재
2012년 7월~12월 기준 발행부수는 1,464,122부이며 영국외 지역에서 더 많은 독자를 보유하고 있다.
2015년 8월 피아트 그룹을 소유하고 있는 아그넬리 가문이 인수 하였고 비영리 단체인 스콧 트러스트 재단이 관리 감독하고 있다

## 비판
이코노미스트는 미국의 이라크 침공을 지지하여 논란에 휩싸였다.

## 검열
권위주의 정권을 비판하는 The Economist는 기사 당국에 의해 자주 지면에서 삭제된다.
다른 많은 출판물들과 마찬가지로, 이코노미스트는 이란에서 검열을 받는다. 2006년 6월 15일, 이란은 단순히 페르시아만을 걸프(Gulf)라고 표기하는 지도를 발간했을때, 이코노미스트의 판매를 금지했는데, 이 지도는 페르시아만의 이름을 짓는 분쟁에서 정치적 의미로 따온 것이다.

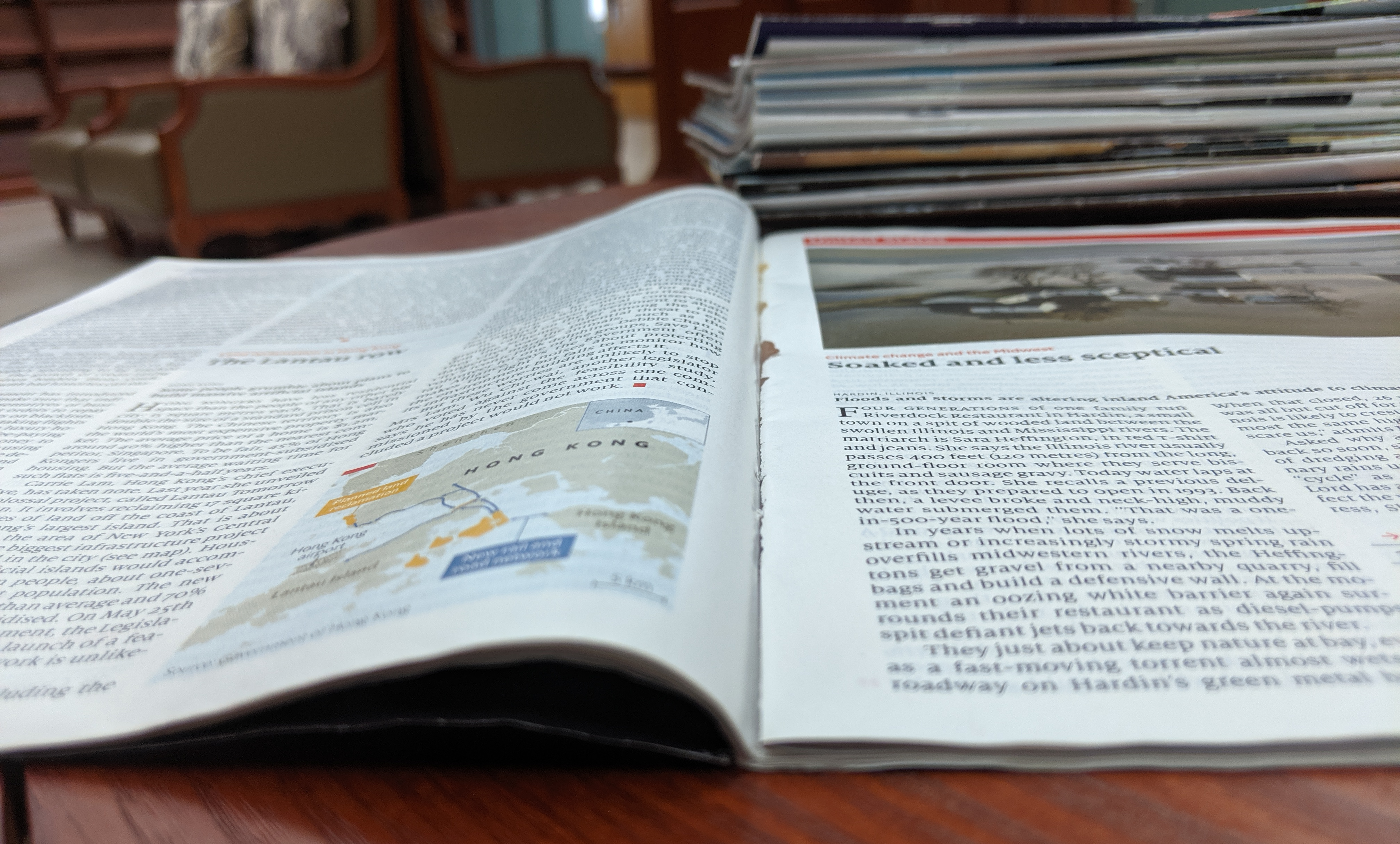
랴오닝성 도서관의 이코노미스트 사본. 1989년 천안문 광장 시위에 관한 2019년 6월 1일호 28페이지가 삭제되었다.

또 다른 사건으로, 짐바브웨 정부는 한발 더 나아가 이코노미스트지의 특파원인 앤드류 멜드럼(Andrew Meldrum)을 그곳에 수감시켰다. 정부는 한 여성이 여당인 짐바브웨 아프리카 민족 연합 – 애국 전선 정당의 지지자들에 의해 참수되었다고 쓴 것에 대해 "진실을 공표하는 것"에 관한 법령을 위반한 혐의로 그를 기소했다. 참수 주장은 철회되었고 그 여성의 남편에 의해 조작되었다고 주장한다. 특파원은 나중에 무죄가 선고되었지만 추방 명령을 받았다.
2013년 8월 19일, 이코노미스트지는 미주리 교정국이 2013년 6월 29일자 이슈를 검열했다고 밝혔다. 교정국이 보낸 서한에 따르면, 죄수들은 "1. 기관의 보안이나 규율에 대한 위협에 해당한다; 2. 범죄 활동을 촉진하거나 장려할 수 있다; 또는 3. 범죄자의 교화을 방해할 수 있다"는 이유로 문제를 받을 수 없었다.

## 유통 및 발행
이코노미스트지의 각 공식 발행일 범위는 토요일부터 다음 주 금요일까지이다. 이코노미스트지는 매주 새로운 콘텐츠를 공식 발행일보다 앞서 영국 시간으로 목요일 저녁 약 21:00에 온라인에 게시한다. 2019년 7월부터 12월까지 전 세계 평균 인쇄 부수는 909,476부를 넘었으며, 디지털 존재감과 결합하면 160만 부를 넘었다. 그러나 매주 평균적으로 이 논문은 인쇄 및 디지털 출판물 전반에 걸쳐 최대 510만 명의 독자에게 도달할 수 있다. 소셜 미디어 플랫폼 전체에서 2016년 기준 3,500만 명의 시청자를 확보하고 있다.
1877년에 발행 부수는 3,700부였고, 1920년에는 6,000부로 증가했다. 1945년 이후 발행 부수는 급격히 증가하여 1970년에는 10만 부에 도달했다. 발행 부수는 감사국(ABC)의 감사를 받는다. 1960년 약 30,000부였던 발행 부수는 2000년에는 약 100만 부, 2016년에는 약 130만 부로 증가했다. 전체 매출의 약 절반(54%)은 미국에서 발생하며, 영국에서의 매출은 전체의 14%를 차지하고 유럽 대륙에서는 19%를 차지한다.미국 독자 중 3명 중 2명은 연간 10만 달러 이상을 벌고 있다. 이코노미스트는 구독과 뉴스 에이전트를 통해 200개국 이상에서 판매되고 있다. 이코노미스트는 한때 제한된 발행 부수에 대해 자랑하기도 했다. 1990년대 초에는 "이코노미스트 - 수백만 명이 읽지 않는 책"이라는 슬로건을 사용했다. 전직 편집자였던 제프리 크라우더는 이렇게 썼다: "저널리즘 역사상 이렇게 오랫동안 이렇게 많은 책을 읽은 적은 없었다."

## 찬사
- "내가 주로 읽는 잡지는 《이코노미스트》다." (주로 읽는 잡지가 무엇이냐는 질문에) "《이코노미스트》를 한 장도 빠짐없이 읽는다."[118] 마이크로소프트사 빌 게이츠
- "대통령이나 최고경영자에게 필수" GQ
- "《이코노미스트》는 이슈들을 개념적이면서도 동시에 실제적으로 다루는 내가 아는 한 유일한 출판물이다. 이것은 내가 정기적으로 읽는 몇 안 되는 출판물 중의 하나이다." 헨리 키신저[119]
- "가장 많은 수의 대통령, 수상, 총리, 최고 경영자등을 독자층으로 가지고 있으며 잡지의 논점은 중요한 사람들에게 영향을 미친다." 베니티페어[120]
- "과거에는 내가 깊이 사고를 하였으나 요즘에는 대신 《이코노미스트》를 읽지요." 오라클사 CEO 래리 엘리슨[121]
- "내가 《이코노미스트》를 읽는 이유는 여러가지인데 첫째, 일주일에 한번 발간되는데도 불구하고 그 주에 세계에서 일어나는 일들, 주요 경제내용과 약간의 정치에 대해 알려주기 때문이다. 강조하는 데 꼭 유럽뿐만 아니라 전 세계에서 일어나는 일말이다."[122] 헬무트 슈미트 서독 총리
- "세계에서 가장 영향력 있는 매거진 중 하나.. 백악관과 다우닝10번가(영국수상관저)의 지도자들의 필독서이다."[123]

## 주요 간행물
세계 전망 시리즈: 매년 11월 경 다음해 경제 정치를 전망하는 간행물인 'The World in' 시리즈를 발행한다.

## 데이터 저널리즘
이코노미스트에 실린 데이터 저널리즘의 존재는 1843년 창간 연도로 거슬러 올라간다. 처음에는 주간지에서 기본적인 국제 무역 수치와 표를 발표했다. 이 논문은 1847년에 처음으로 그래픽 모델(다양한 동전 크기의 삽화가 포함된 편지)을 포함했으며, 1854년 11월에는 미국과 영국의 석탄밭 크기를 시각화한 최초의 비전통적 차트(트리 맵)를 포함했다. 데이터 기반 기사의 초기 채택은 Data Journalism.com 에 의해 "이 분야가 현대적으로 등장하기 100년 전"으로 추정되었다. 브로드시트 형식에서 매거진 형식으로 전환하면서 1980년대에는 처음에는 파이어엔진 레드 색상으로, 2001년에는 테마 블루 색상으로 컬러 그래프를 채택하게 되었다. 이코노미스트의 편집자와 독자들은 2000년대 내내 데이터 중심의 이야기에 대한 취향을 발전시켰다. 2000년대 후반부터 이 논문은 차트에만 초점을 맞춘 기사를 점점 더 많이 게재하기 시작했으며, 그 중 일부는 매주 평일에 온라인으로 게재되었다. 이러한 "일간 차트"는 일반적으로 500단어 분량의 짧은 설명으로 이어진다. 2009년 9월, 이코노미스트는 데이터 팀을 위한 트위터 계정을 개설했다.
2015년, 데이터 저널리스트, 시각화자, 인터랙티브 개발자로 구성된 전담 팀인 데이터 저널리즘 부서가 논문의 데이터 저널리즘 노력을 주도하기 위해 설립되었다. 곧 팀의 결과물에는 2017년과 2022년 프랑스 대통령 선거와 2020년 미국 대통령 및 의회 선거를 포함한 선거 예측 모델이 포함되었다. 2023년 말, 데이터 팀은 정치 예측 노력을 강화하기 위해 정치 데이터 과학자를 모집한다고 광고했다. 팀의 데이터 수집 및 분석의 투명성을 보장하기 위해 이코노미스트는 가능한 한 모델과 소프트웨어를 공개하기 위해 기업 GitHub 계정을 유지하고 있다. 2018년 10월, 그들은 인쇄판과 디지털판 모두에 큰 차트와 지도를 포함한 "그래픽 디테일"을 도입하여 2023년 11월까지 운영되었다.

### 인덱스
역사적으로 이 출판물은 고용 수치, 경제 성장률, 금리와 같은 경제 통계의 일부를 유지해 왔다. 이러한 통계 출판물은 영국 사회에서 권위 있고 결정적인 것으로 여겨져 왔다. 이코노미스트는 또한 경영대학원과 학부 대학을 각각 서로 배치하기 위해 다양한 순위를 발표한다. 2015년에는 비슷한 경제적 이점에 초점을 맞춘 미국 대학의 첫 번째 순위를 발표했다. 순위에 대한 데이터는 미국 교육부에서 제공되며 회귀 분석을 통해 중간 수익의 함수로 계산된다. 그 중에서도 주간에서 가장 잘 알려진 데이터 인덱스는 다음과 같다:
- 빅맥 지수: 1986년에 처음 발표된 각국의 햄버거 가격을 사용하여 통화 구매력을 측정하는 지표이다.[132][133] 이것은 2006년부터 매년 두 번 발행되며, 그 이전에는 매년 발행된다.[134]
- 민주주의 지수: 신문의 이코노미스트 인텔리전스 유닛(EIU)이 제작한 세계 민주주의 상태의 척도
- 유리 천장 지수: 직장 내 여성 평등의 척도.
- 가장 위험한 도시 지수: 주요 도시의 살인율을 측정하는 지표.
- 원자재 가격 지수: 금과 브렌트유와 같은 원자재와 농산물 품목을 측정하는 지표

## 오피니언 (사설)
이코노미스트의 편집 입장은 주로 고전적, 사회적, 특히 경제적 자유주의를 중심으로 전개된다. 이코노미스트는 창립 이래 급진적인 중도주의를 지지하며 중도 정치를 유지하는 정책과 정부를 지지해 왔다. 이코노미스트는 일반적으로 신자유주의, 특히 자유 시장, 자유 무역, 자유 이민, 규제 완화, 세계화를 옹호한다. 이코노미스트가 창간되었을 때, 경제학이라는 용어는 오늘날 "경제 자유주의"라고 불릴 것을 의미했다. 활동가이자 저널리스트인 조지 몬비오는 이를 신자유주의적이라고 묘사하면서도 때때로 더 "합리적"이라고 여겨지는 케인즈주의 경제학의 명제를 받아들였다. 이코노미스트는 지구 온난화에 맞서 싸우기 위해 탄소세를 선호한다. 전직 편집자 빌 에못에 따르면, "이코노미스트의 철학은 항상 보수적이지 않고 자유주의적이었다"고 한다. 가디언, 옵저버, 인디펜던트 등 다른 출판물과 함께 영국이 공화국이 되는 것을 지지한다.

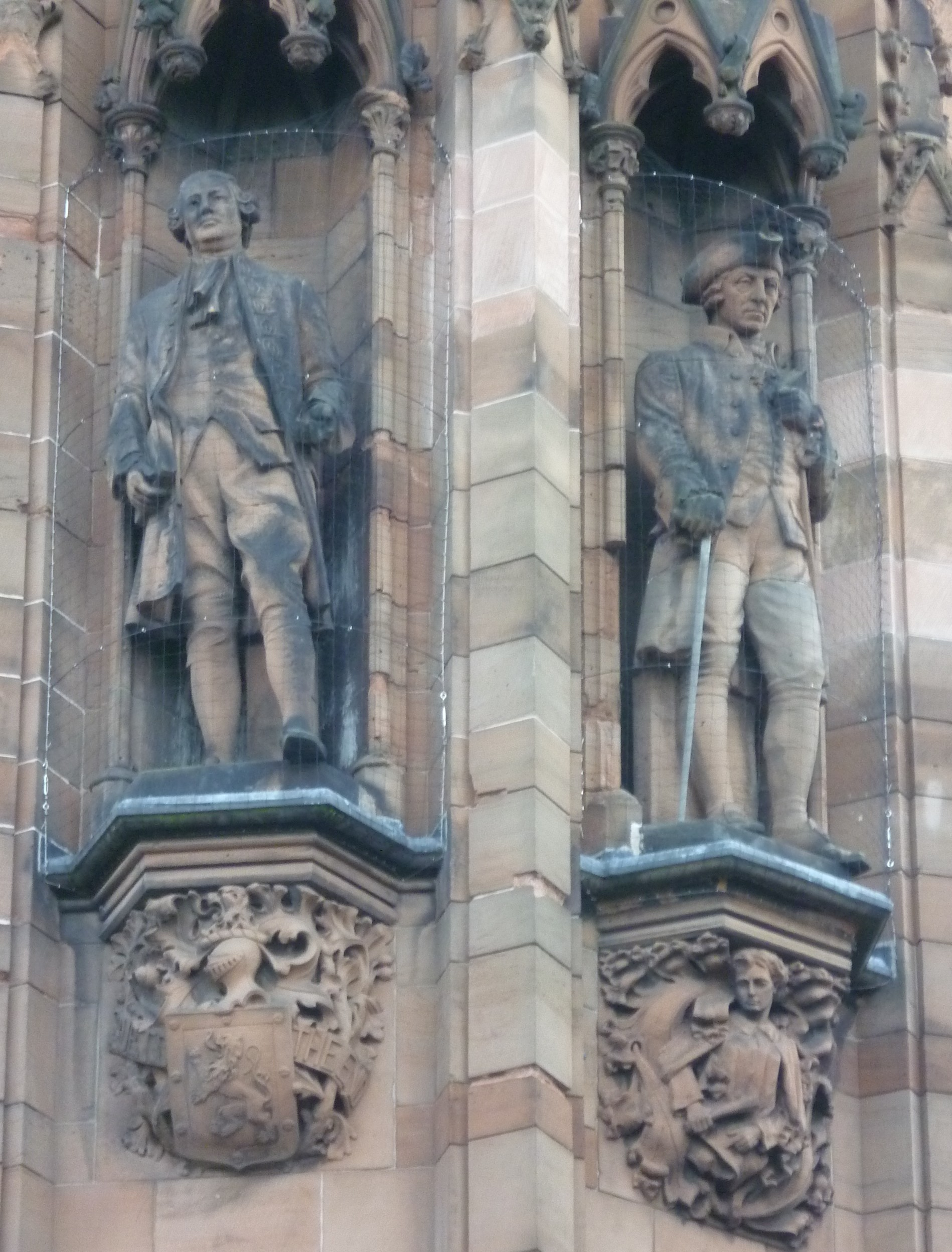
스코틀랜드 경제학자 아담 스미스(오른쪽)와 철학자 데이비드 흄(왼쪽)은 자유방임 정책, 자급자족, 반보호주의, 자유무역에 대한 이코노미스트의 기본 신념을 대변한다.

개별 기여자들은 다양한 견해를 가지고 있다. 이코노미스트는 중앙은행을 통한 은행 및 기타 중요한 기업의 지원을 선호한다. 이 원칙은 훨씬 더 제한적인 형태로, 영국 은행이 어려움에 처한 주요 은행을 지원해야 한다고 주장한 이코노미스트의 세 번째 편집자 월터 베이조트로 거슬러 올라갈 수 있다. 칼 마르크스는 이코노미스트를 "금융 귀족"의 "유럽 기관"으로 간주했다. 이코노미스트는 또한 동성 결혼 인정과 같은 사회적 이슈에 대한 자유주의적 대의를 지지해 왔다. 이는 마약 합법화나 미국 세금과 같은 것을 비판하는 것이다. 그리고 공공장소에서 흡연 등 건강 문제에 대한 일부 정부 규제에 대한 일부 정부 규제를 지원하는 것으로 보인다. 추가로, 아이들을 때리는 것뿐만 아니라 제제도 있다. 이코노미스트는 지속적으로 초청 근로자 프로그램, 학부모의 학교 선택, 사면을 선호한다. 한때 하나님의 "부고"를 출판한 적이 있다. 이코노미스트는 총기 규제를 지지한 오랜 기록도 가지고 있다. 2021년, 그것은 "반 트랜스젠더"를 출판하기 위해 비판되었다. 2019년, 이코노미스트는 트랜스젠더를 불임화해야 한다고 제안해 반발을 샀는다. 이후 이 발언에 대해 사과했다.
영국 총선에서 이코노미스트는 노동당을 지지했다(2005년과 2024년), 보수당 (2010년과 2015년), 그리고 자유민주당 (2017년과 2019년),그리고 미국에서 공화당과 민주당 후보를 모두 지지했다. 이코노미스트는 다음과 같은 입장을 밝혔다:

2008년, 이코노미스트는 당시 아르헨티나 대통령이었던 크리스티나 페르난데스 데 키르히너가 "변화에 대한 희망을 버리고 아르헨티나의 새 대통령이 경제적 위험과 사회적 갈등으로 이끌고 있다"고 언급했다.이코노미스트는 또한 빌 클린턴의 탄핵을 촉구했다.아부 그라이브 고문과 수감자 학대가 발생한 후 도널드 럼즈펠드가 사임한 것에 대해서도 마찬가지이다. 이코노미스트는 처음에는 미국 주도의 이라크 침공에 대해 강력한 지지를 보냈지만, 나중에는 이 작전을 "처음부터 엉망이었다"고 부르며 부시 행정부의 이라크 전쟁 처리에 대한 "거의 범죄적 과실"을 비판했다. 한편, 2007년에는 단기적으로 철수하는 것은 무책임할 것이라고 주장했다.이코노미스트는 창간 175주년을 기념하는 사설에서 자유주의 지지자들이 개혁을 추구하기보다는 정치적 현상 유지에 너무 치우쳐 있다고 비판했다.그것은 자유주의자들에게 대담한 정치, 경제, 사회 개혁을 옹호하는 것으로 돌아갈 것을 촉구했다: 자유 시장 보호, 조지즘 전통에서의 토지 및 세금 개혁, 개방 이민, 교육에 중점을 둔 사회 계약 재고, 그리고 자유주의 국제주의의 부활.

## 한국내 보급
한국내 보급은 이코노미스트의 공인 대리점 보관됨 2019-01-10 - 웨이백 머신을 통해 하고 있다. 한국내 보급 대리점은 미스터클래이와 유피에이가 하고 있다. 별도의 한국어판은 발행하지 않는다. 중앙일보사에서 발행하는 이코노미스트는 이 잡지의 한국어판이 아니며, 이 잡지와 무관한 별개의 잡지이다.

## 같이 보기
- EIU
- 빅맥 지수 각 국가별 물가수준을 구매력 기준으로 환산한 조사로 맥도날드사의 전 세계 공통 대표 상품인 빅맥을 이용하였다.

- 국경없는 기자회
  - 언론 자유 지수
- 이코노미스트
  - 민주주의 지수
- 국제 투명성 기구
  - 부패 인식 지수